# Svetovni hokejski pokal 1996
Svetovni hokejski pokal 1996 je bil prvi mednarodni reprezentančni hokejski turnir pod tem imenom, nadomestil je Kanadski hokejski pokal, ki je zadnjič potekal leta 1991. Potekal je med 29. avgustom in 14. septembrom 1996. Po rednem delu, v katerem je vsaka od reprezentanc, ki so bile razdeljene v dve skupini, odigrala po tri tekme, so se v četrtfinale uvrstile drugo in tretje uvrščene reprezentance iz vsake od skupin, prvo uvrščeni reprezentanci pa sta napredovali avtomatsko v polfinale, kamor so se uvrstile kanadska, ameriška, ruska in švedska reprezentanca, v finalu pa je ameriška reprezentanca premagala kanadsko z 2:1 v zmagah.

## Tekme

### Redi del

#### Evropska skupina
T-tekme, Z-zmage, N-neodločeni izidi, P-porazi, GR-gol razlika, DG-doseženi goli, PG-prejeti goli, T-točke.
| Reprezentanca | T | Z | N | P | DG | PG | +/- | T |
| ------------- | - | - | - | - | -- | -- | --- | - |
| Švedska       | 3 | 3 | 0 | 0 | 14 | 3  | 11  | 6 |
| Finska        | 3 | 2 | 0 | 1 | 17 | 11 | 6   | 4 |
| Nemčija       | 3 | 1 | 0 | 2 | 11 | 15 | -4  | 2 |
| Češka         | 3 | 0 | 0 | 3 | 4  | 17 | -13 | 0 |

| 26. avgust 1996 | Švedska | 6–1 | Nemčija | Globen-Arena, Tukholma |

| Poročilo tekme | Poročilo tekme | Poročilo tekme  | Poročilo tekme                    | Poročilo tekme                        |
| -------------- | --- | --------------- | --------------------------------- | ------------------------------------- |
|                | 22.09 Nicklas Lidström (Forsberg) 26.40 Michael Nylander (Dahlen, Garpenlov) 43.24 Mats Sundin (Forsberg) 43.51 Ulf Dahlén (Nylander, C. Johansson) 45.24 Niklas Sundström (Sundin) 49.46 Johan Garpenlöv (Forsberg) | (0-0, 2-0, 4-1) | 56.00 Mark MacKay (Ustorf, Benda) | Gledalci: 13 521 Sodnik: Kerry Fraser |

| 27. avgust 1996 | Finska | 7–3 | Češka | Hgin jäähalli, Helsinki |

| Poročilo tekme | Poročilo tekme | Poročilo tekme  | Poročilo tekme                                                     | Poročilo tekme                       |
| -------------- | --- | --------------- | ------------------------------------------------------------------ | ------------------------------------ |
|                | 9.35 Ville Peltonen (Koivu) 9.56 Juha Ylönen (Selänne) 10.15 Teemu Selänne (Ylönen) 12.29 Jyrki Lumme (Ylönen, Riihijärvi) 22.22 Janne Ojanen (Strömberg) 44.02 Christian Ruuttu (Kapanen) 50.17 Jyrki Lumme (Selänne, Riihijärvi) | (4-1, 1-1, 2-1) | 6.02 Radek Bonk 31.40 Robert Reichel rl 56.19 Jiří Dopita (Sýkora) | Gledalci: 7 740 Sodnik: Kerry Fraser |

| 28. avgust 1996 | Finska | 8–3 | Nemčija | Hgin jäähalli, Helsinki |

| Poročilo tekme | Poročilo tekme | Poročilo tekme  | Poročilo tekme                                                                                     | Poročilo tekme                        |
| -------------- | --- | --------------- | -------------------------------------------------------------------------------------------------- | ------------------------------------- |
|                | 2.10 Hannu Virta (Koivu, Lehtinen) 5.03 Jari Kurri (Lumme, Riihijärvi) 17.15 Jere Lehtinen (Peltonen, Koivu) 30.26 Teemu Selänne (Strömberg) 34.51 Mika Nieminen (Nurminen) 36.05 Jere Lehtinen (Peltonen, Kiprusoff) 44.20 Mika Strömberg (Helminen) 46.42 Saku Koivu (Lehtinen, Peltonen) | (3-0, 3-2, 2-1) | 24.50 Daniel Nowak (Draisaitl, Mackay) 35.56 Reemt Pyka (Draisaitl) 50.33 Jochen Hecht (Draisaitl) | Gledalci: 5 364 Sodnik: Dan Marouelli |

| 29. avgust 1996 | Češka | 0–3 | Švedska | T-Mobile Arena, Praga |

| Poročilo tekme | Poročilo tekme | Poročilo tekme  | Poročilo tekme                                                                                   | Poročilo tekme                         |
| -------------- | -------------- | --------------- | ------------------------------------------------------------------------------------------------ | -------------------------------------- |
|                |                | (0-1, 0-2, 0-0) | 10.18 Mats Sundin (Lindström) 20.57 Calle Johansson (Forsberg) 33.44 Jonas Bergqvist (Johansson) | Gledalci: 13 851 Sodnik: Dan Marouelli |

| 31. avgust 1996 | Nemčija | 7–1 | Češka | Olympiahalli, Garmisch |

| Poročilo tekme | Poročilo tekme | Poročilo tekme  | Poročilo tekme                      | Poročilo tekme                       |
| -------------- | --- | --------------- | ----------------------------------- | ------------------------------------ |
|                | 2.24 Mirko Lüdemann (Doucet) 5.37 Jürge Rumrich (Ustorf) 5.58 Jan Benda (Goldmann, MacKay) 12.07 Thomas Brandl (Lupzig, Stefan) 27.10 Benoit Doucet (McKay, Hegen) 53.39 Jan Benda (Brandl, Heidt) 57.45 Andreas Lupzig (Meyer) | (4-0, 1-0, 2-1) | 49.48 Jaromír Jágr (Nedved, Patera) | Gledalci: 5 000 Sodnik: Kerry Fraser |

| 1. september 1996 | Švedska | 5–2 | Finska | Globen-Arena, Tukholma |

| Poročilo tekme | Poročilo tekme | Poročilo tekme  | Poročilo tekme                                                        | Poročilo tekme                         |
| -------------- | --- | --------------- | --------------------------------------------------------------------- | -------------------------------------- |
|                | 32.28 Niklas Sundström (Sundin) 33.10 Nicklas Lidström (Sundström) 43.48 Mats Sundin (M. Andersson) 55.44 Peter Forsberg (C. Johansson) 59.31 Mats Sundin | (0-1, 2-1, 3-0) | 11.04 Teemu Selänne (Ylönen, Riihijärvi) 22.41 Mika Nieminen (Ojanen) | Gledalci: 13 850 Sodnik: Dan Marouelli |

#### Severnoameriška skupina
T-tekme, Z-zmage, N-neodločeni izidi, P-porazi, GR-gol razlika, DG-doseženi goli, PG-prejeti goli, T-točke.
| Reprezentanca | T | Z | N | P | DG | PG | +/- | T |
| ------------- | - | - | - | - | -- | -- | --- | - |
| ZDA           | 3 | 3 | 0 | 0 | 19 | 8  | 11  | 6 |
| Kanada        | 3 | 2 | 0 | 1 | 11 | 10 | 1   | 4 |
| Rusija        | 3 | 1 | 0 | 2 | 12 | 14 | -2  | 2 |
| Slovaška      | 3 | 0 | 0 | 3 | 9  | 19 | -10 | 0 |

| 29. avgust 1996 | Kanada | 5–3 | Rusija | GM Place, Vancouver |

| Poročilo tekme | Poročilo tekme | Poročilo tekme  | Poročilo tekme | Poročilo tekme                         |
| -------------- | --- | --------------- | --- | -------------------------------------- |
|                | 9.23 Vincent Damphousse (Linden) sr 14.24 Éric Desjardins (Messier, Niedermayer) 17.11 Brendan Shanahan (Messier, Niedermayer) 40.52 Joe Sakic (Coffey, Gretzky) 59.40 Theoren Fleury (Gretzky, Stevens) | (3-1, 0-2, 2-0) | 2.18 Aleksej Kovaljov (Juškevič, Fetisov) 22.57 Vladimir Malahov (Žamnov, Nikolišin) 23.36 Sergej Fjodorov (Kasparaitis) | Gledalci: 18 422 Sodnik: Terry Gregson |

| 31. avgust 1996 | Rusija | 7–4 | Slovaška | Bell Centre, Montreal |

| Poročilo tekme | Poročilo tekme | Poročilo tekme  | Poročilo tekme                                                                                       | Poročilo tekme                         |
| -------------- | --- | --------------- | --- | -------------------------------------- |
|                | 9.37 Sergej Fjodorov (Gončar, Kasparaitis) 12.14 Aleksander Mogilni (Fjodorov, Žitnik) 18.31 Aleksander Mogilni (Fjodorov, Fetisov) 32.42 Vjačeslav Kozlov (Larionov, Trefilov) 39.58 Sergej Fjodorov 45.28 Sergej Gončar (Mogilni, Nemčinov) 55.26 Sergej Nemčinov (Mogilni, Gončar) | (3-2, 2-1, 2-1) | 4.33 Jerguš Bača (Švehla, Pálffy) 11.08 Peter Bondra (Droppa) 27.53 Žigmund Pálffy 41.27 Zdeno Cíger | Gledalci: 10 733 Sodnik: Mark Faucette |

| 31. avgust 1996 | ZDA | 5–3 | Kanada | Wachovia Center, Filadelfija |

| Poročilo tekme | Poročilo tekme | Poročilo tekme  | Poročilo tekme | Poročilo tekme                         |
| -------------- | --- | --------------- | --- | -------------------------------------- |
|                | 5.01 John LeClair (Amonte, Smolinski) 23.37 Doug Weight (Suter, Hull) 30.48 Scott Young (Hull) 41.25 Brett Hull (Chelios) 59.35 Brett Hull (Weight) | (1-2, 2-0, 2-1) | 9.53 Wayne Gretzky (Niedermayer, Lindros) 18.38 Mark Messier (Stevens, Desjardins) 58:57 Wayne Gretzky (Coffey, Fleury) | Gledalci: 19 500 Sodnik: Terry Gregson |

| 1. september 1996 | Slovaška | 2–3 | Kanada | Corel Centre, Ottawa |

| Poročilo tekme | Poročilo tekme                                                      | Poročilo tekme  | Poročilo tekme                                                                                       | Poročilo tekme                         |
| -------------- | ------------------------------------------------------------------- | --------------- | --- | -------------------------------------- |
|                | 29.12 Peter Bondra (Švehla) 38.22 Ľubomír Kolník (Varholík, Haščák) | (0-0, 2-1, 0-2) | 25.49 Vincent Damphousse (Coffey) 42.02 Theoren Fleury (Yzerman, Coffey) 56.10 Steve Yzerman (Sacik) | Gledalci: 18 500 Sodnik: Mark Faucette |

| 2. september 1996 | ZDA | 5–2 | Rusija | MSG, New York |

| Poročilo tekme | Poročilo tekme | Poročilo tekme  | Poročilo tekme                                                           | Poročilo tekme                         |
| -------------- | --- | --------------- | ------------------------------------------------------------------------ | -------------------------------------- |
|                | 0.26 Adam Deadmarsh (LaFontaine, Leetch) 7.08 John LeClair (LaFontaine, Modano) 24.46 Keith Tkachuk (Guerin, Modano) 29.32 Pat LaFontaine (Chelios) sr 33.03 Doug Weight (Hull, K. Hatcher) | (2-0, 3-1, 0-1) | 32.33 Oleg Tverdovski (Larionov, Kozlov) 59.32 Andrej Kovalenko (Žamnov) | Gledalci: 18 200 Sodnik: Mark Faucette |

| 3. september 1996 | ZDA | 9–3 | Slovaška | MSG, New York |

| Poročilo tekme | Poročilo tekme | Poročilo tekme  | Poročilo tekme                                                                                                 | Poročilo tekme   |
| -------------- | --- | --------------- | --- | ---------------- |
|                | 5.50 Keith Tkachuk (Hull, Housley) 7.13 Doug Weight (LeClair, Young) 13.34 John LeClair (Amonte, Leetch) 30.16 Keith Tkachuk (LeClair) 32.37 Mathieu Schneider (Deadmarsh, McEachern) 38.20 Keith Tkachuk (Modano) 44.29 Joel Otto (K. Hatcher) 46.16 Mike Modano (Guerin, Tkachuk) 52.44 Mike Modano (Leetch) | (3-1, 3-1, 3-1) | 2.15 Peter Bondra (Pálffy, Švehla) 36.09 Slavomír Ilavský (Plavucha) 55.38 Ľubomír Rybovič (Plavucha, Ilavský) | Gledalci: 18 200 |

#### Četrtfinale
| 5. september 1996 | Kanada | 4–1 | Nemčija | Bell Centre, Montreal |

| Poročilo tekme | Poročilo tekme | Poročilo tekme  | Poročilo tekme        | Poročilo tekme                         |
| -------------- | --- | --------------- | --------------------- | -------------------------------------- |
|                | 3.09 Wayne Gretzky (Shanahan, Coffey) 21.53 Brendan Shanahan (Messier, Desjardins) 36.41 Trevor Linden 43.05 Rod Brind'Amour (Côté, Lemieux) | (1-0, 2-1, 1-0) | 28.34 Peter Draisaitl | Gledalci: 13 422 Sodnik: Dan Marouelli |

| 6. september 1996 | Finska | 0–5 | Rusija | Corel Centre, Ottawa |

| Poročilo tekme | Poročilo tekme | Poročilo tekme  | Poročilo tekme | Poročilo tekme                        |
| -------------- | -------------- | --------------- | --- | ------------------------------------- |
|                |                | (0-2, 0-1, 0-2) | 6.36 Aleksej Kovaljov (Jašin, Zubov) 15.00 Sergej Gončar (Fjodorov, Mogilni) 27.36 Andrej Nikolišin (Kozlov) 45.40 Dimitrij Juškevič (Mogilni, Nemčinov) 46.09 Andrej Kovalenko (Larionov, Nikolišin) | Gledalci: 15 347 Sodnik: Kerry Fraser |

#### Polfinale
| 7. september 1996 | Švedska | 2–3 ja. | Kanada | Wachovia Center, Filadelfija |

| Poročilo tekme | Poročilo tekme                                                                              | Poročilo tekme            | Poročilo tekme                                                                             | Poročilo tekme                         |
| -------------- | ------------------------------------------------------------------------------------------- | ------------------------- | ------------------------------------------------------------------------------------------ | -------------------------------------- |
|                | 45.47 Tommy Albelin (C. Johansson, Sundström) 53.33 Michael Nylander (Sundin, C. Johansson) | (0-1, 0-1, 2-0, 0-0, 0-1) | 17.59 Eric Lindros (Shanahan, Sakic) 34.38 Scott Niedermayer 99.47 Theoren Fleury (Coffey) | Gledalci: 17 227 Sodnik: Mark Faucette |

| 8. september 1996 | ZDA | 5–2 | Rusija | Corel Centre, Ottawa |

| Poročilo tekme | Poročilo tekme | Poročilo tekme  | Poročilo tekme                                                        | Poročilo tekme                         |
| -------------- | --- | --------------- | --------------------------------------------------------------------- | -------------------------------------- |
|                | 0.26 Pat LaFontaine (Otto, Deadmarsh) 19.45 Brett Hull (Hatcher, Weight) 30.01 Tony Amonte (Smolinski) 34.58 Brett Hull (Weight, Chelios) sr 53.57 Mathieu Schneider (Young) | (2-0, 2-1, 1-1) | 29.06 Sergej Berjozin (Jašin) 41.57 Sergej Zubov (Larionov, Berjozin) | Gledalci: 18 500 Sodnik: Terry Gregson |

#### Finale
Igralo se je na dve zmagi, *-po podaljšku.
| 10. september 1996 | ZDA | 3–4* | Kanada | Wachovia Center, Filadelfija |

| Poročilo tekme | Poročilo tekme | Poročilo tekme  | Poročilo tekme | Poročilo tekme                                                                |
| -------------- | --- | --------------- | --- | ----------------------------------------------------------------------------- |
|                | 22.03 Derian Hatcher (LeClair, Smolinski) 33.51 Derian Hatcher (Amonte, Leetch) 59.53 John LeClair (Leetch, Otto) | (0-1, 2-1, 1-1) | 16.50 Eric Lindros (Grezky, Blake) 39.21 Claude Lemieux (Messier, Graves) 49.58 Theoren Fleury (Brind'Amour) 70.37 Steve Yzerman (Brind'Amour, Fleury) | Gledalci: 18 577 Sodnik: Mark Faucette Kerry Fraser (Vaihto jatkoajan alussa) |

| 12. september 1996 | Kanada | 2–5 | ZDA | Bell Centre, Montreal |

| Poročilo tekme | Poročilo tekme                                                      | Poročilo tekme  | Poročilo tekme | Poročilo tekme                        |
| -------------- | ------------------------------------------------------------------- | --------------- | --- | ------------------------------------- |
|                | 9.23 Brendan Shanahan (Lindros) 54.48 Joe Sakic (Lindros, Shanahan) | (1-1, 0-2, 1-2) | 7.06 John LeClair (Suter, Modano) 21.20 John LeClair (Smolinski, Amonte) 35.24 Brett Hull (Chelios) 58.52 Keith Tkachuk (D. Hatcher) 59.44 Scott Young | Gledalci: 21 273 Sodnik: Kerry Fraser |

| 14. september 1996 | ZDA | 5–2 | Kanada | Bell Centre, Montreal |

| Poročilo tekme | Poročilo tekme | Poročilo tekme  | Poročilo tekme                                        | Poročilo tekme                         |
| -------------- | --- | --------------- | ----------------------------------------------------- | -------------------------------------- |
|                | 11.18 Brett Hull (Leetch, Weight) 56.42 Brett Hull (Leetch) 57.25 Tony Amonte (D. Hatcher) 59.18 Derian Hatcher 59.43 Adam Deadmarsh | (1-0, 0-1, 4-1) | 39.55 Eric Lindros (Coffey, Gretzky) 52.50 Adam Foote | Gledalci: 21 273 Sodnik: Terry Gregson |

## Končni vrsti red
1. ZDA
2. Kanada
3. Švedska
4. Rusija
5. Finska
6. Nemčija
7. Slovaška
8. Češka

## Najboljši strelci
T-tekme, G-goli, P-podaje, T-točke.
| #  | Igralec         | T | G | P | T  |
| -- | --------------- | - | - | - | -- |
| 1  | Brett Hull      | 7 | 7 | 4 | 11 |
| 2  | John LeClair    | 7 | 6 | 4 | 10 |
| 3  | Mats Sundin     | 4 | 4 | 3 | 7  |
| 4  | Doug Weight     | 7 | 3 | 4 | 7  |
| 5  | Wayne Gretzky   | 8 | 3 | 4 | 7  |
| 6  | Brian Leetch    | 7 | 0 | 7 | 7  |
| 7  | Paul Coffey     | 7 | 0 | 7 | 7  |
| 8  | Keith Tkachuk   | 7 | 5 | 1 | 6  |
| 9  | Theoren Fleury  | 8 | 4 | 2 | 6  |
| 10 | Sergej Fjodorov | 5 | 3 | 3 | 6  |

## Idealna postava
- Vratar:  Mike Richte (tudi MVP)
- Branilca:
  -  Calle Johansson
  -  Chris Chelios
- Napadalci:
  -  Brett Hull
  -  Mats Sundin
  -  John LeClair